# Blakesley Miniature Railway
| Schmalspur-Benzollok Petrolia mit Güterzug, um 1909 |                                                     |                          |                          |
| Vermutlicher Streckenverlauf um 1909/1910 |                                                     |                          |                          |
| Streckenlänge: | 0,735 km                                            |                          |                          |
| Spurweite: | 15 Zoll = 381 mm                                    |                          |                          |
| Maximale Neigung: | 1 in 24 = 42 ‰                                      |                          |                          |
| Minimaler Radius: | Bis 1909: 80 Fuß = 24,3 m Ab 1909: 100 Fuß = 30,5 m |                          |                          |
| |                                                     |                          |                          |
| \| \| 0 \| Bahnhof Blakesley \| Bahnhof Blakesley \| \| \| \| The Loop oder The Circle \| \| \| \| \| Blakesley Hall \| \| \| \| \| Verlängerung von 1909 \| \| \| \| 0,8 \| Verlängerung von 1910 \| Verlängerung von 1910 \| |                                                     |                          |                          |
| Strecke von links (außer Betrieb) · Abzweig quer und von rechts (Strecke außer Betrieb) · Abzweig quer, von links und von rechts (Strecke außer Betrieb) · Kopfbahnhof Streckenende und quer (Strecke außer Betrieb)           | 0                                                   | Bahnhof Blakesley        | Bahnhof Blakesley        |
| Abzweig geradeaus und nach links (Strecke außer Betrieb) · Strecke nach rechts (außer Betrieb) · Strecke (außer Betrieb) |                                                     | The Loop oder The Circle | The Loop oder The Circle |
| Abzweig nach links und von links (Strecke außer Betrieb) · Bahnhof quer (Strecke außer Betrieb) · Strecke nach rechts (außer Betrieb)                                                                                          |                                                     | Blakesley Hall           | Blakesley Hall           |
| Strecke (außer Betrieb) |                                                     | Verlängerung von 1909    | Verlängerung von 1909    |
| Kopfbahnhof Streckenende (Strecke außer Betrieb) | 0,8                                                 | Verlängerung von 1910    | Verlängerung von 1910    |

Die Blakesley Miniature Railway war eine von 1903 bis etwa 1946 betriebene 735 Meter lange Schmalspur- und Gartenbahn in Blakesley in West Northamptonshire.

## Lage
Die Bahnstrecke mit einer Spurweite von 15 Zoll (381 mm) war etwa eine halbe Meile (800 m) lang und führte vom Bahnhof Blakesley der normalspurigen East & West Junction Railway bis zum Elektrizitätswerk und den Kuhställen am hinteren Ende von Blakesley Hall. Sie diente in erster Linie dem Transport von Koks, aber bei Veranstaltungen auch für kostenpflichtige Personen-Zubringerdienste von und zu dem nahegelegenen Bahnhof sowie für auch zu gelegentlichen Kindervergnügungsfahrten auf dem schleifen- oder kreisförmigen Teil der Strecke.

## Geschichte
Die Strecke wurde 1903 von Charles William Bartholomew (1850–1919) auf seinem Landgut bei der Blakesley Hall verlegt. Er war wohlhabender Bauingenieur mit Landbesitz, Großaktionär der Great Central Railway sowie der East & West Junction Railway (E&WJR), selbsternannter Schildknappe (Squire) der Gemeinden von Blakesley und Woodend. Sie wurde 1903 mit einer Cagney-Dampflok eröffnet. Im darauffolgenden Jahr, 1904, wurde vorübergehend eine andere Cagney-Dampflok möglicherweise leihweise auf der Strecke eingesetzt, die heute im Strumpshaw Hall Steam Museum in Norfolk ausgestellt wird. Im Jahr 1905 wurde die Benzollk Petrolia  gebaut und in Betrieb genommen. Die Strecke wurde 1909 zum Bungalow des Bauernhofes verlängert. Dafür wurden ein großer Teil des Kreises und des Gleisdreiecks abgebaut. Die Lokomotive Blacolvesley wurde am 11. September 1909 angeliefert. Die Cagney wurde daraufhin an die Sutton Hall Railway verliehen.
Die Strecke wurde 1910 bis zu den Viehställen verlängert und hatte daraufhin eine Gesamtlänge von 735 m (804 Yards). Die Benzol-Lokomotive Petrolia wurde umgebaut, um wie eine Dampflok auszusehen. Die Cagney-Lok wurde 1914 von der Sutton Hall Railway zurückgegeben. Charles William Bartholomew starb am 29. April 1919. Die Erben versuchten daraufhin 1923, die Cagney-Lokomotive zu verkaufen. Entweder 1928 oder 1929 wurde der Streckenabschnitt vom Bungalow zu den Tierställen stillgelegt.

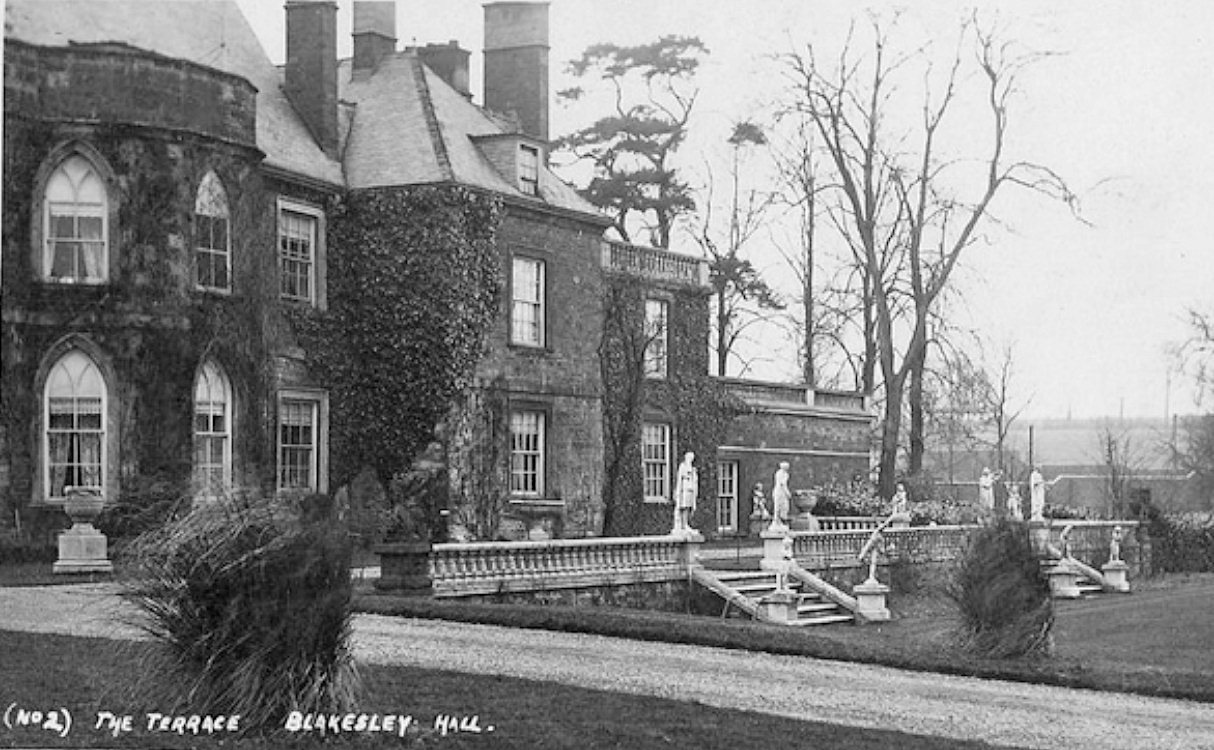
Blakesley Hall

Nachdem Charles William Bartholomew 1919 verstorben war, holte seine Witwe die Züge noch gelegentlich an Fest- und Feiertagen („on High Days and Holidays“) aus dem dreigleisigen Lokomotiv- und Wagenschuppen. Die Bahn wurde 1932 noch einmal als Zubringer zur Blakesley Show eingesetzt, 1935 verkehrte sie beim silbernen Jubiläum von König Georg V. und 1937 zur Feier der Krönung von König George VI.
Die Cagney-Dampflok und möglicherweise die Petrolia sowie ein Teil der Gleisanlagen wurden 1936 an die Deans Mill Railway verkauft. Die Friedensrichterin Dorothy Elliot, eine langjährige Familienfreundin und Sekretärin der Wombwell Colliery akquirierte 1942 unter zwielichtigen Umständen die verbliebenen Wagen und vermutlich auch einiges Gleismaterial. Später stellte sich heraus, dass sie 91.630 £ aus den Mitteln der Zeche unterschlagen hatte, wofür sie inhaftiert wurde. Durch den Verkauf ihres Hauses und ihrer Besitztümer wurden nur 21.000 £ für die Rückzahlung des unterschlagenen Gelder aufgebracht.
Die Hauptstrecke wurde von 1942 bis etwa 1944 mit von Hand geschobenen Kipploren weiterhin zum Kokstransport zum gutseigenen Elektrizitätswerk genutzt. Um 1946 wurden die Überreste der Strecke abgebaut und die Loren verschrottet. Als  Sarah, die zweite Ehefrau von Charles William Bartholomew, mit der er die Kinder Ivy and James hatte, 1947 in das Haus ihres Sohnes in Norfolk zog wurde das Mobiliar des Gutshauses versteigert. Das Grundstück wurde 1949 an die Familie Hesketh verkauft, wechselte jedoch später mehrmals den Besitzer. 1953 starb Sarah im Alter von 89 Jahren. Nachdem Blakesley Hall über zehn Jahre ungenutzt in Verfall geraten war, wurde sie 1957 abgerissen.

## Lokomotiven
| Name         | Hersteller                       | Bild | Anmerkung |
| ------------ | -------------------------------- | ---- | --- |
|              | Cagney                           |      | Mit von Alex Wyatt modifizierten Wagen und Loren |
| Petrolia     | Groom & Tattersall aus Towcester |      | |
| Blacolvesley | Bassett-Lowke aus Northampton    |      | Die wie eine 4-4-4T-Dampflok aussehende Lokomotive wurde von einem NAG-Benzinmotor über ein hochentwickeltes Syncromesh-Getriebe von Charles Wicksteed angetrieben. Heute noch als weltweit älteste erhaltene Lokomotive mit Verbrennungsmotor auf der Ravenglass and Eskdale Railway ausgestellt. |

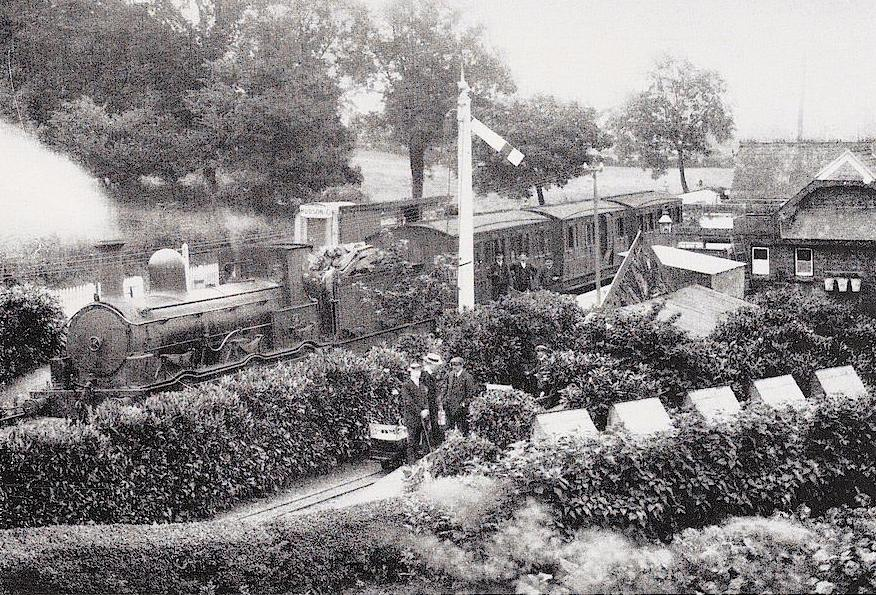
Blakesley Hall Miniature Railway an der Blakesley Station der East and West Joint Railway
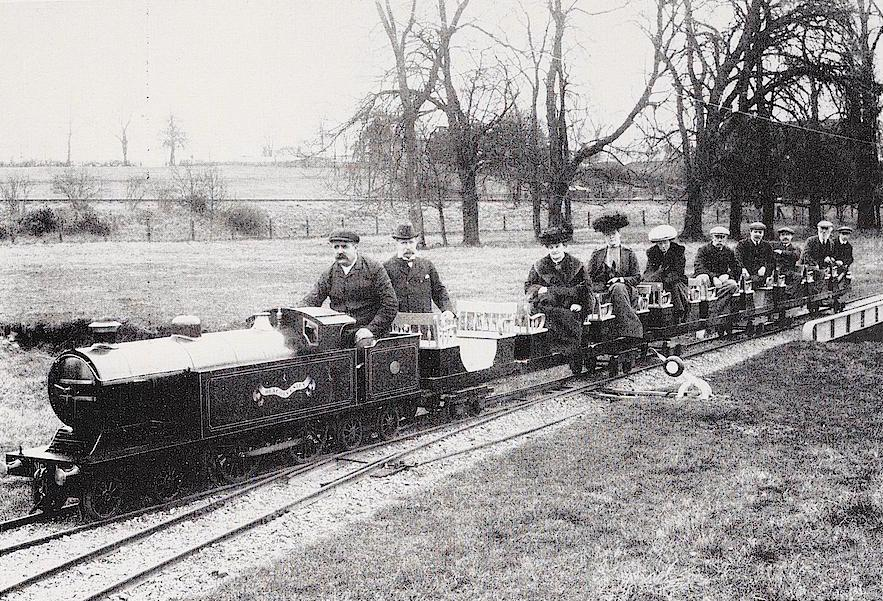
Winterfahrt an der Brücke bei der Blakesley Station der East and West Joint Railway
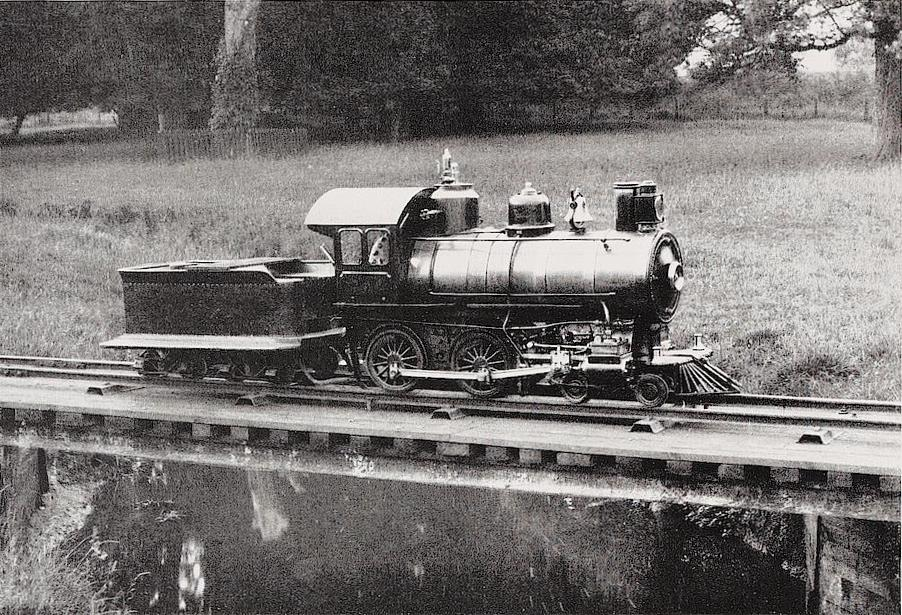
2B-Lok nach amerikanischem Vorbild
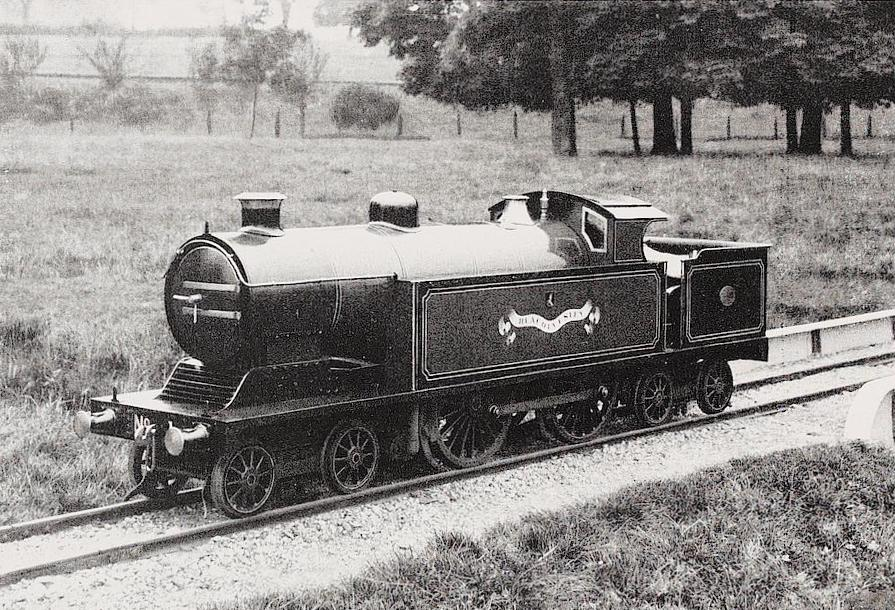
2B2-Tenderlok 'Blacolvesley' mit 15 PS NAG-Petroleummotor.jpg